# Wilhelm Haarmann (Chemiker)

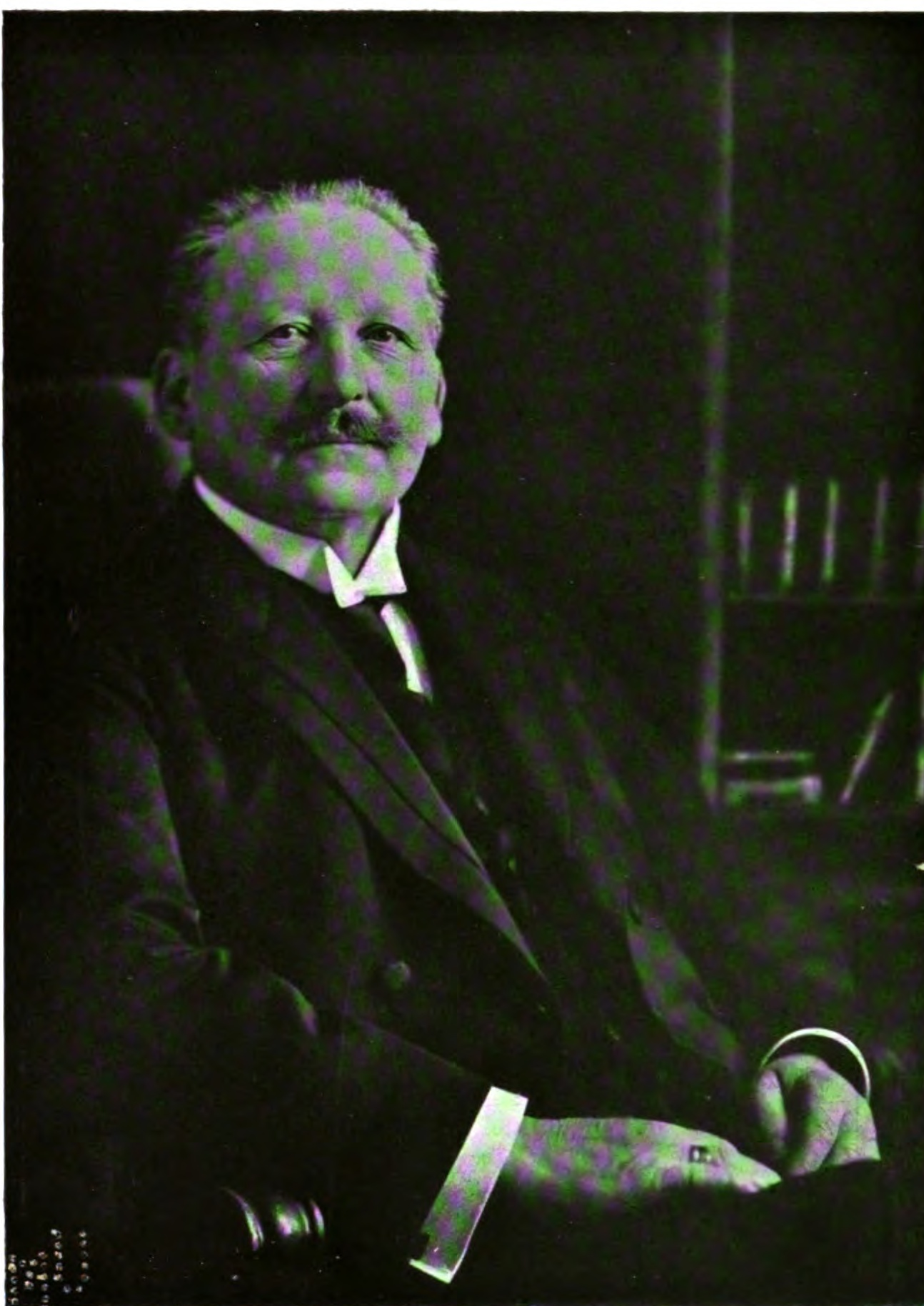
Dr. Wilhelm Haarmann zum 70. Geburtstag 1917 - Bildnis (»Die chemische Industrie« 40.1917, S. vor 101)

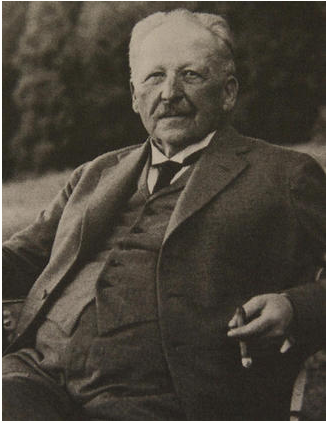
Wilhelm Haarmann, ca. 1921

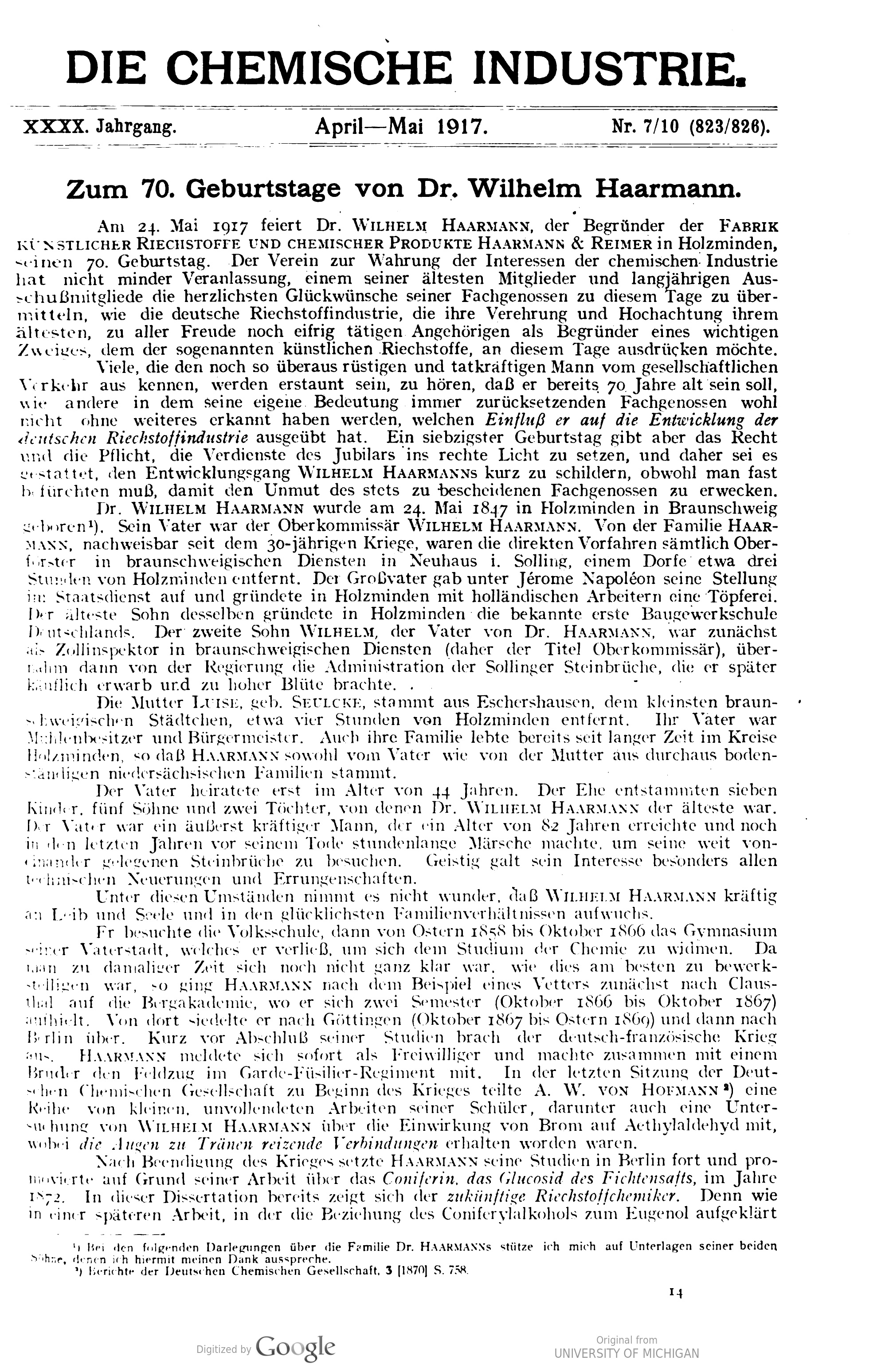
Dr. Wilhelm Haarmann zum 70. - S. 1 der Würdigung in »Die chemische Industrie« 40.1917, S. 101–103

Gustav Ludwig Friedrich Wilhelm Haarmann (* 24. Mai 1847 in Holzminden; † 6. März 1931 in Höxter) war ein deutscher Chemiker, dem 1874 gemeinsam mit Ferdinand Tiemann die erste Synthese von Vanillin gelang.

## Leben und Werk
Wilhelm Haarmann wurde 1847 als Sohn des Oberkommissairs, des Administrators der Sollinger Steinbrüche, Heinrich Wilhelm Haarmann (1802–1884) in Holzminden geboren. Wilhelm hatte vier Brüder und zwei Schwestern. Er besuchte von 1858 bis 1866 das Gymnasium, in dem vor ihm schon der berühmte Chemiker Robert Wilhelm Bunsen (1811–1899) 1828 das Abitur abgelegt hatte. Haarmann verließ die Schule, und begann 1866 an der Bergakademie Clausthal zu studieren. 1867 ging er nach Göttingen und studierte bei Friedrich Wöhler Chemie und ab 1869 in Berlin bei August Wilhelm von Hofmann. Er unterbrach seine wissenschaftliche Tätigkeit wegen des Deutsch-Französischen Krieges und setzte erst 1872 seine Tätigkeit bei Hofmann fort.
1872 promovierte er als Externer in Göttingen mit einer Dissertation Ueber einige Derivate der Glucoside Coniferin und Salicin.
Haarmann war eng mit Ferdinand Tiemann befreundet, der mit ihm bei Hofmann arbeitete. Auf der Suche nach einem Thema für seine Doktorarbeit bot ihm 1873 der Holzmindener Apotheker Wilhelm Kubel seine Materialien an Cambialsaft-Präparaten für weitere Untersuchungen an. Haarmann und Tiemann gelang im Frühjahr 1874 der oxidative Seitenkettenabbau von Coniferin zu Glucovanillin, das durch Behandlung mit dem Enzym Emulsin in Glucose und Vanillin aufgespalten werden konnte.
Zur großtechnischen Nutzung dieses neuartigen Synthesewegs gründeten Tiemann und Haarmann im Sommer 1874 in Holzminden Haarmann’s Vanillinfabrik. Tiemann strebte eine akademische Karriere an und beteiligte sich daher nur als stiller und beratender Teilhaber an dem Unternehmen. Das erste deutsche Patent wurde im Sommer 1877 angemeldet. Im Jahr 1876 erhielten die beiden die Cothenius-Medaille der Leopoldina.
Zusammen mit einem weiteren Schüler Hofmanns, Karl Reimer, gelang Haarmann die kostengünstigere Darstellung des Vanillins aus Eugenol, einem Bestandteil des Nelkenöls. Ein 1891 von Tiemann entwickeltes Isoeugenol-Verfahren senkte die Herstellungskosten weiter und machte die Vanillinproduktion rentabel. 1893 wurde auch die Produktion des Veilchenaromas Ionon nach einem von Tiemann erfundenen Verfahren aufgenommen.
Reimer trat 1876 in das Unternehmen ein, das ab dann Haarmann & Reimer hieß. Es wurde 1953 durch die Bayer AG aufgekauft und ist 2003 in der Firma Symrise aufgegangen.